# Taringa aivica
Taringa aivica är en snäckart som beskrevs av Ev. Marcus och Er. Marcus 1967. Taringa aivica ingår i släktet Taringa och familjen Discodorididae.

## Underarter
Arten delas in i följande underarter:
- T. a. aivica
- T. a. timia